# Шпарр, Отто Кристоф фон
Отто Кристоф фон Шпарр (нем. Otto Christoph von Sparr; 13 ноября 1599 или 1605 — 9 мая 1668) — первый бранденбургский генерал-фельдмаршал (1657 год), а также генерал-фельдмаршал Священной Римской империи (1664 год).

## Биография
Отто Кристоф фон Шпарр рано поступил на военную службу и служил в имперских войсках во время 30-летней войны и пользовался славой способного офицера. В сражении при Люцене был уже в звании полковника. После этого стал комендантом Ландсберга на Варте.

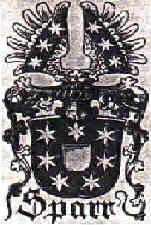
Герб Отто Кристофа фон Шпарра

По окончании войны, в 1649 году перешел на бранденбургскую службу. Курфюрст Бранденбурга Фридрих-Вильгельм I назначил его генерал-майором своей нарождающейся военной силы. Специальностью Шпарра была артиллерия и инженерное дело. Помимо этого он был военным советником, губернатором Кольберга, главным начальником крепостей в Нижней Померании, округах Гальберштадт и Минден, графствах Марк и Равенсбург, а также шефом Кольбергского пехотного полка. Он занялся укреплением главнейших узлов Вестфальской провинции. В октябре 1651 года был послан курфюрстом Фридрихом-Вильгельмом с отрядом войск в герцогство Берг, на помощь притесненных курфюрстом Пфальц-Нойбургским протестантов. Захватил несколько укрепленных пунктов, но вскоре, по приказу императора, покинул эту страну.
Во время войны с поляками Шпарр командовал корпусом бранденбургских войск в 26 000 человек и в битве при Варшаве (18—20 июля 1656 года) положил начало их боевой славы, за что в последний день битвы получил звание Генерал-фельдцейхмейстер. В 1657 году он получил звание генерал-фельдмаршала. После заключения мира в Виллау, вернулся в Берлин. В том же году командовал в Мазовии.
В 1658 году под началом самого курфюрста, Шпарр командовал вспомогательным отрядом войск, предназначенных для действий в помощь датскому королю против шведов. В 1659 году руководил осадой Деммина. После окончания этого похода управлял укреплением Берлина, командуя также всеми войсками в курфюршестве.
В 1663 году, по желанию императора Леопольда, принимал участие в походе против турок в Венгрии, а в следующем году — в битве с ними при Сен-Готарде на Раабе, где особенно отличился. Император велел отчеканить в честь его особенную монету и сделал его имперским генерал-фельдмаршалом.
Последним делом Шпарра было усмирение восстания магдебуржцев в 1666 году, но город покорился без сопротивления.
Последние годы Шпарр прожил удалившись от всех дел.